# 977. grenadirski polk (Wehrmacht)
977. grenadirski polk (izvirno nemško 977. Grenadier-Regiment; kratica 977. GR) je bil pehotni polk Heera v času druge svetovne vojne.

## Zgodovina
Polk je bil ustanovljen 16. novembra 1943 pri Zagrebu in dodeljen 271. pehotni diviziji.